# Russia ai XVII Giochi olimpici invernali
La Russia partecipò ai XVII Giochi olimpici invernali, svoltisi a Lillehammer, Norvegia, dal 12 al 27 febbraio 1994, con una delegazione di 113 atleti impegnati in dodici discipline.